# Сидорова, Анэтта Петровна
Анэтта (Анетта) Петровна Сидорова (в девичестве — Пономарёва; 20 ноября 1939, Тыловай, Удмуртская АССР — 10 июня 2024) — советская и российская журналистка, общественный деятель. Член Союза журналистов СССР и России (1967), заслуженный работник культуры УАССР (1982) и Российской Федерации (1998). С 1984 по 1995 годы — министр культуры Удмуртской Республики (УАССР). Почётный гражданин Дебёсского района Удмуртской Республики (2014).

## Биография
Анэтта Петровна родилась в небольшом удмуртском селе Тыловай (ныне — на территории Дебёсского района). Её отец был участником Великой Отечественной войны, дошёл до Берлина, однако через три года после Победы трагически погиб. Мать была фельдшером и после смерти супруга растила двух дочерей в одиночку. В детстве Анэтта мечтала стать учительницей, однако, окончив десять классов средней школы села Дебёссы, решила пойти работать, чтобы помогать маме.
В 18-летнем возрасте девушка вышла замуж; работала телефонисткой отделения связи деревни Нижняя Пыхта, позднее — инспектором по кадрам местной машинно-тракторной станции, с 1958 года — секретарём-машинисткой Управления сельского хозяйства Дебёсского района, статистом по кадрам библиотеки Дебёсского районного комитета КПСС. Подала документы в Пермский государственный университет, географический факультет которого окончила в 1965 году.
В 1962—1968 годах Сидорова работала корректором, литературным сотрудником, заведующей отделом писем редакции газеты Кезского района «Звезда». Вскоре обком партии направил её на учёбу в Высшую партийную школу в Свердловск. Вернувшись спустя два года в Кезский район, она была назначена заведующей отдела пропаганды и агитации районного комитета КПСС.
В начале 70-х Анэтту Петровну пригласили в Ижевск, чтобы она по телевидению в прямом эфире рассказала о работе животноводов на селе. Судя по всему, именно тогда её и заметили некоторые партийные лидеры, и когда освободилось место заместителя министра культуры республики, пригласили на собеседование. Сидорова занимала эту должность в течение 12 лет, в её ведении находились парки, музеи, дома культуры и библиотеки. В результате плодотворной и качественно выполненной работы в 1984 году ей предложили занять пост министра культуры Удмуртской АССР. В период деятельности Анэтты Петровны на этой должности был отреставрирован ряд важных архитектурных памятников Удмуртии: Музей-усадьба П. И. Чайковского в Воткинске, дача купца Башенина в Сарапуле, здание Национального музея Удмуртской Республики и собор Александра Невского в Ижевске; была открыта школа-интернат для одарённых детей Удмуртии, создан Государственный оркестр духовых инструментов Удмуртской Республики, в Москве организована студия при Щепкинском училище для молодых актёров Удмуртского национального театра. В 1993 году Анэтта Петровна проходила стажировку в Германии по вопросам управления учреждениями культуры.
С 1995 по 2000 годы Анэтта Петровна Сидорова работала референтом постоянной комиссии Государственного Совета Удмуртской Республики по науке, образованию, культуре и молодёжной политике, участвовала в разработке «Закона о культуре» и Постановления «Об оказании государственной помощи творческим союзам». В 2000—2003 годах занимала пост директора Государственного театра оперы и балета Удмуртии. С 2003 года являлась научным сотрудником Удмуртского института истории, языка и литературы Уральского отделения Российской академии наук.
Умерла 10 июня 2024 года в возрасте 84 лет.